# Huainanzi
Huainanzi (en chino tradicional y simplificado, 淮南子; pinyin, Huáinánzǐ; Wade-Giles, Huai-nan Tzu; literalmente, ‘Maestro o maestros de Huainan’), originalmente Huainan honglie (en chino tradicional y simplificado, 淮南鸿烈; literalmente, ‘El gran resplandor de Huainan’), es una importante colección de ensayos de la filosofía china creados en algún momento antes del 139 a. C. durante la dinastía Han. Une conceptos del Taoísmo, del Confucianismo y del Legalismo, incluyendo ideas como el Yin-Yang o el Wu Xing. Fueron el resultado del patrocinio de una serie de debates académicos celebrados entre un noble Huainanzi, Liu An rey de Huaning, y diferentes invitados a su corte, especialmente los conocidos como Los Ocho Inmortales de Huainan. Es más detallado y explícito que sus notables predecesores, Dàodé jīng y Zhuangzi.
La fecha de composición del Huainanzi se sabe con mayor precisión que la de la mayoría de los textos chinos antiguos, ya que tanto en el Libro de los Han como en las Memorias históricas de Sima Qian se deja constancia de que cuando Liu An hizo una visita de estado a su sobrino, el emperador Wu de la dinastía Han, en el año 139 AC, le hizo entrega de una copia del libro «recientemente terminado».

## Objetivo
Los ensayos de Huainanzi están todos conectados con un objetivo principal: intentar definir las condiciones necesarias para un orden sociopolítico perfecto. Concluye que el orden social perfecto se deriva fundamentalmente de un gobernante perfecto, y por ello los ensayos están compilados de tal manera que sirvan como manual para un soberano ilustrado y su corte.
El concepto central del Huainanzi es que hay un Tao (en chino tradicional y simplificado, 道; literalmente, ‘Camino’) se originó a partir de la vacuidad, y la vacuidad produjo el universo, que a su vez produjo las fuerzas materiales. Las fuerzas materiales del cielo y la tierra se combinaron para formar las dos fuerzas complementarias Yin-Yang. Estos dos armonizan el cielo y la tierra y dan forma al cuerpo de todas las cosas en la tierra y en el cielo. No hay una dirección predefinida en la que vayan todas las cosas, pero el Yin y el Yang siguen influyendo en los seres para que todos estén sujetos a un cambio permanente.
En su descripción general, esta cosmogonía ha sido conservada como doctrina ortodoxa por los filósofos taoístas y también por los partidarios del confucianismo. En su discusión sobre el espíritu, el Huainanzi introduce ideas como la inmortalidad en la tierra y las técnicas físicas, como la respiración, utilizadas para lograrlo, allanando así el camino para la posterior confusión de la filosofía taoísta con la religión popular taoísta. Además, al abordar la metafísica y la cosmología con un espíritu esencialmente racional, el texto se preparó para el surgimiento del neodaoísmo racionalista.

## Capítulos
El Huainanzi es una recopilación ecléctica y enciclopédico de 21 capítulos con ensayos sobre mitología, historia, astronomía, filosofía, ciencia, metafísica, naturaleza y política. Los primeros capítulos hablan de aspectos esenciales de la naturaleza y de la sociedad humana, mientras que los últimos hablan de como aplicar ese conocimiento en ejemplos prácticos. Por ejemplo, en el capítulo 3 hay un pasaje dedicado a cuestiones astronómicas y cosmológicas y el capítulo 15 está dedicado a la estrategia militar. Tomados en conjunto es una especie de materia curricular para servir de ayuda para la formación de un monarca con éxito y reconocimiento.
| Número | Nombre | Romanización | Significado                           |
| ------ | ------ | ------------ | ------------------------------------- |
| 1      | 原道訓 | Yuandao      | Buscando el Tao                       |
| 2      | 俶真訓 | Chuzhen      | Comienzo de la realidad               |
| 3      | 天文訓 | Tianwen      | Patrones del Cielo                    |
| 4      | 墜形訓 | Zhuixing     | Formas de la Tierra                   |
| 5      | 時則訓 | Shize        | Las reglas estacionales               |
| 6      | 覽冥訓 | Lanming      | Mirando hacia lo oscuro               |
| 7      | 精神訓 | Jingshen     | La semilla del espíritu y del aliento |
| 8      | 本經訓 | Benjing      | Norma fundamental                     |
| 9      | 主術訓 | Zhushu       | El oficio del gobernante              |
| 10     | 繆稱訓 | Miucheng     | Sobre conceptos erróneos              |
| 11     | 齊俗訓 | Qisu         | Poner las costumbres a la par         |
| 12     | 道應訓 | Daoying      | Respuestas del Tao                    |
| 13     | 氾論訓 | Fanlun       | Un ensayo comprensivo                 |
| 14     | 詮言訓 | Quanyan      | Un discurso explicativo               |
| 15     | 兵略訓 | Binglue      | Sobre estrategia militar              |
| 16     | 說山訓 | Shuoshan     | Discurso sobre las montañas           |
| 17     | 說林訓 | Shuolin      | Discurso sobre los bosques            |
| 18     | 人間訓 | Renjian      | En el mundo del hombre                |
| 19     | 脩務訓 | Youwu        | Necesidad de formación                |
| 20     | 泰族訓 | Taizu        | El linaje exaltado                    |
| 21     | 要略   | Yaolue       | Esquema de lo esencial                |